# Henri Zagwijn
Henri Zagwijn (né le 17 juillet 1878 à Nieuwer-Amstel et mort le 23 octobre 1954 à La Haye) est un compositeur néerlandais. 
Zagwijn compose principalement de la musique de chambre subtile et s'intéresse particulièrement à la harpe en tant qu'instrument soliste.

## Biographie

### Jeunesse et formation
Né à Nieuwer-Amstel, Zagwijn n'a jamais reçu d'éducation musicale formelle, étant presque entièrement autodidacte en composition. Il grandit à Rotterdam, entouré de son frère ainé Jules, violoniste à l'orchestre symphonique de la ville. Initialement professeur d'école primaire, le futur compositeur est attiré par le style des impressionnistes et commence à composer d'une manière reflétant les tendances alors en cours en France (dont Claude Debussy en est le maître absolu) mais ces premières compositions conduisent à des réticences de la part des éditeurs néerlandais. Ainsi, il co-fonde Die Niewe Muziekhandel avec Marius Brandts Buys Jr et Alphons Diepenbrock, une maison d'édition où cette nouvelle génération de compositeurs peuvent écrire comme ils l'entendent. Son premier succès, en 1912, reprend un poème de Johann Wolfgang von Goethe Der Zauberlehrling. Cette ballade très élaborée pour ténor, baryton, chœur et orchestre l'amène à rencontrer des compositeurs contemporains et à rejoindre en 1915, la Société anthroposophique. En 1916, Zagwijn devient directeur de la Toonkunst Muziekschool de Rotterdam, poste qu'il occupera jusqu'en 1931. Entouré de Daniel Ruyneman et de Sem Dresden, il co-fonde en 1918 la Society for Modern Music. En 1921, sa conférence Tendances musicales contemporaines qu'il donne à Rotterdam suscite l'intérêt.  

### Disciple de Steiner
En parallèle de son poste à Rotterdam, entre 1924 et 1941, Zagwijn devient professeur à La Haye sur Waalsdorperweg, dans la plus ancienne école libre d'inspiration anthroposophique des Pays-Bas. Disciple anthroposophique de Rudolf Steiner, il publie De muziek in het licht der anthroposophie en 1925. Sa contribution au Illustrated Music Lexicon de M. G. Keller et Philip Kruseman à partir de 1932 fait de lui un connaisseur de musique très cité par ses contemporains. Son amour pour Claude Debussy ressort de son livre consacré à Debussy publié en 1941. 
Après la Seconde Guerre mondiale, Zagwijn est devenu président de la Société des compositeurs néerlandais et a été membre du premier conseil d'administration de la Fondation Donemus. 
Zagwijn meurt à La Haye en octobre 1954, âgé de 76 ans.

## Œuvre (sélection)
Sa production compositionnelle se compose en grande partie de musique de chambre.
- 1912 : Der Zauberlehrling, ballade pour ténor, baryton, chœur et orchestre
- 1926 : Musik zur Eurythmie pour piano seul
- 1932 : Sextuor à cordes
- 1937 : Morgenzang , une vocalise pour soprano et ensemble
- 1938 : Vom Jahreslauf pour chœur et orchestre, sur un texte de Rudolf Steiner
- 1939 : Concertante pour piano et orchestre
- 1941 : Concertante pour flûte et orchestre
- 1941 : Mystère pour harpe et piano
- 1946 : Concertante pour piano et orchestre
- 1948 : Concerto pour harpe et orchestre
- 1949 : Ballade pour harpe seule
- 1952 : Paraphrase over twee Nederlandse voksliederen (Paraphrases sur deux chansons folkloriques néerlandaises), pour carillon[4]
- 1956 (publication posthume) : Variaties over het lied Schoon jonkvrouw ik moet u klagen  (Variations sur la chanson Schoon jonkvrouw ik moet u klagen), pour carillon[5]
- 1956 (publication posthume) : Vesper, pour carillon[6]

## Ouvrages
- De muziek in het licht der anthroposophie, Van Esso, Rotterdam, 1925
- Illustrated Music Lexicon, M. G. Keller et Philip Kruseman, collaborations de Sem Dresden, Wouter Hutschenruijter, Willem Landré, Alexander Voormolen et Henri Zagwijn, J. Philips Jruseman, La Haye, 1932-49
- Debussy, Krusmann, 1941